# Левічинек
Левічинек (пол. Lewiczynek) — село в Польщі, у гміні Медзіхово Новотомиського повіту Великопольського воєводства.
Населення — 94 особи (2011).
У 1975-1998 роках село належало до Гожовського воєводства.

## Демографія
Демографічна структура станом на 31 березня 2011 року:
|          | Загалом | Допрацездатний вік | Працездатний вік | Постпрацездатний вік |
| -------- | ------- | ------------------ | ---------------- | -------------------- |
| Чоловіки | 46      | 12                 | 28               | 6                    |
| Жінки    | 48      | 12                 | 26               | 10                   |
| Разом    | 94      | 24                 | 54               | 16                   |